# Oğuz Karakoç
Oğuz Karakoç (* 22. Juni 2003) ist ein türkischer Eishockeyspieler, der seit 2021 beim Zeytinburnu Belediye SK in der türkischen Superliga unter Vertrag steht.

## Karriere
Oğuz Karakoç begann seine Karriere als Eishockeyspieler bei Kocaeli Gençlik Hizmetleri, mit dem er 2019 in die Superliga aufstieg. 2020 wechselte er zum Buz Beykoz SK, mit dem er 2021 türkischer Meister wurde. Anschließend schloss er sich dem Ligakonkurrenten Zeytinburnu Belediye SK an.

### International
Für die Türkei nahm Karakoç im Juniorenbereich in der Division III an den U20-Weltmeisterschaften 2022 und 2023 teil. 
Mit der Herren-Nationalmannschaft spielte er erstmals bei der Weltmeisterschaft der Division II Weltmeisterschaft der Division II 2023. Zudem stand er im Aufgebot seines Landes bei der Olympiaqualifikation für die Winterspiele in Mailand 2026.

## Erfolge und Auszeichnungen
- 2019 Aufstieg in die Superliga mit Kocaeli Gençlik Hizmetleri
- 2021 Türkischer Meister mit dem Buz Beykoz SK